# 皮ジャン反抗族
『皮ジャン反抗族』（かわジャンはんこうぞく）は、1978年に公開された日本のアクション映画。東映セントラルフィルム製作、東映配給。監督は長谷部安春。舘ひろしの単独初主演作品である。作中のタイトル表記は『真夜中の挑戦 皮ジャン反抗族』。
暴走する若者たちの理由なき挑戦を描く。封切り時の同時上映作品は『殺人遊戯』（監督：村川透、主演：松田優作）。

## ストーリー
自動車修理工場の住み込み工員・新治は、週末になるたび、思いを寄せるスーパーマーケットの女店員・マヨに花を贈り、大型バイクを駆ってディスコに繰り出す。工場は社長を失って以降、主任の神崎がわが物顔で社内を牛耳っており、社長の未亡人・文代まで手に入れようとしていた。それが気に食わない遺児の修は、新治にバイクを教わることで鬱憤を晴らそうとする。
ある夜新治は、ディスコの常連客・メグの親衛隊とペギイ率いるスケバングループの喧嘩を仲裁し、その後ペギイの援軍で現れたチンピラたちをも一蹴するが、チンピラの親玉・内田に痛めつけられる。またある夜、新治はメグの恋人・正一に挑まれたチキンレースに勝利し、不良グループたちの新たなリーダーとして認められ、その夜のうちにメグと関係を持ち、夜ごとに抱き合うようになる。
一方、マヨの職場に、内田が金を無心にやってくる。ふたりは実の兄妹だった。ある日、新治は路上で倒れていたマヨを介抱する。マヨは別れた元恋人の子を妊娠していることを新治に明かす。新治はマヨの将来を思い、自身が費用を負担しての中絶手術をすすめる。この会話をかつて喧嘩になったスケバンの一人・キーコが立ち聞きしていた。マヨが中絶した子供の父親が新治であると思い込んだキーコは、ゆするためにしきりに新治に接近するが、新治は何の言い逃れもしなかった。
新治は手術のできる病院をマヨとともに探し歩き、マヨの退院後もたびたび会うようになる。マヨは自宅で新治に体を捧げようとするが、新治は無言で平手打ちを食らわせ、その場を去る。
ディスコにもマヨの自宅にも行かなくなった新治は、ひたすらに仕事に打ち込む。ある日修理工場に、正一がメグを連れてやって来て、どこにも異常のない自動車を丹念に調べさせる。作業をしながら、自動車に乗ったままの正一に引きずられたため、作業服にほころびができてしまうが、新治は平然と構える。そのときのメグの様子を見て、新治はメグに対する感情が冷めていることに気付く。新治は作業服のほころびを直してもらうため、工場の2階にある文代の部屋で服を脱いだところを修に見られる。自分の慕う新治と母親に裏切られたと勘違いした修は、新治のバイクで暴走した末に崖から転落死する。
新治は自責の念を引きずったまま、久々にディスコを訪れるが、心は晴れないままだった。ディスコDJの一郎が「マヨがもう一度会いたいと言っていたよ」との伝言を新治に伝える。そこにふたたびキーコが近寄る。キーコが言い寄っていると勘違いしたスケバンたちは、キーコをなじる。制裁を怖れたキーコは、「マヨが中絶した子供の父親は新治であり、その気持ちを聞いただけだ」と、自身の誤解をそのまま話す。その話を真に受けた内田は激昂し、悲しみを癒やすためにマヨの自宅へ向かっていた新治をナイフで刺す。新治は薄れる意識の中、血まみれの花をマヨの幻影に差し出す。マヨは新治が瀕死であることを知るよしもなく、自宅でマフラーを編み、新治を待ち続けていた。

## 出演者
- 新治 - 舘ひろし
  - 主人公。愛車はハーレーダビッドソン。
- メグ - 夏樹陽子
  - ある名士の妾である一方、正一と付き合っている。テープレースで新治の度胸に惚れ、肉体関係にまで発展するが、冷めていく。
- キーコ - 八城夏子（にっかつ）
  - スケバンの一人。新治とマヨが会っているところを見かけてから、マヨが新治の子供を身ごもっていると早合点し、ゆするために接近するも、グループの抜け駆けとみなされ、リンチにかけられそうになる。
- 青山一郎 - 林ゆたか
  - ファッションディスコ「アポロン」のDJ。
- ペギイ - 山科ゆり
  - スケバングループのボス。人差し指と薬指の間に挟んだカミソリが武器。
- 正一 - 加藤大樹
  - メグの情夫。腕っぷしもバイクの腕前もある新治をよく思っていない。出演者の加藤は、本作で芸名を「加藤寿」から改めた。
- メグの親衛隊 - 中西良太
- 内田 - 片桐竜次
  - マヨの兄。ヤクザ。マヨからしきりに金を無心する。
- メグの親衛隊 - 土門峻、小林まさひろ
- 神崎 - 古川哲唱
  - 伊沢自動車修理工場の主任。修理工場の社長が亡くなって以降、未亡人の文代に言い寄っている。

- 長戸秀介
- 手下 - 清水国雄
- 手下 - 谷口永伍
- 石橋賢治
- 大辻慎吾
- 伊沢修 - 秋山敏和
  - 文代の息子。高校受験を控えた15歳。文代と神崎の関係に嫌悪感を抱く。
- 医師 - 河合絃司
- 葉っぱ（スケバン） - 広京子
- スケバン - 樋口のり子、あきじゅん
- 森愛
- 里見和香
- ソバカス（スケバン） - 恵千比絽
- 小林純代
- 岩沢こづえ
- 宮川みつ子
- 酒井努
- カースタント - 三石千尋&マイクスタントマンチーム
- 協力 - 東映俳優センター

- マヨ - 森下愛子
  - 内田の妹。スーパーマーケットに勤めている。妊娠するも、その父親である男に捨てられる。
- 伊沢文代 - 白川和子
  - 伊沢自動車修理工場の社長未亡人。
- ヤクザのボス - 内田裕也
  - 内田らチンピラを率いる。

## スタッフ
- 監督 - 長谷部安春
- 企画 - 黒澤満、伊藤亮爾
- 脚本 - 白坂依志夫
- 撮影 - 山崎敏郎
- 照明 - 渡辺三雄
- 録音 - 林鉱一
- 美術 - 佐谷晃能
- 編集 - 祖田冨美夫
- 助監督 - 崔洋一
- 色彩計測 - 前田米造
- 記録 - 高橋たつ子
- 擬斗 - 日尾孝司
- 振付 - 灰原明彦
- 制作主任 - 青木勝彦
- 音楽 - 長戸大幸
  - 挿入曲 - 「ファンキー・ディスコ・プリンセス」「ポパイ・ザ・セーラーマン」
ともにビーイングに所属していたスピニッヂ・パワーの楽曲。
  - 音楽協力 - キングレコード株式会社、シンコーミュージック、ビーイング
  - 企画協力 - グリース・ブラザース・プロジェクト
- 衣裳 - 第一衣裳
- 美粧 - 入江美粧
- 現像 - 東映化学
- 制作協力 - カンタベリーハウス（ビバ館・ギリシャ館）、スーパーマーケット紀ノ国屋国立店、横浜ドリームランド、榊原レーシング
- 提供 - 東映セントラルフィルム